# رقص در تاریکی
رقص در تاریکی (به انگلیسی: Dance in the Dark) نام ترانه‌ای از لیدی گاگا، خواننده و ترانه‌سرای آمریکایی است که در سومین آلبوم چندآهنگه او با نام هیولای شهرت منتشر شد. طبق گفتهٔ گاگا، این ترانه دربارهٔ دختری است که دوست زمانی آمیزش جنسی داشته باشد که چراغ‌ها خاموش باشند؛ زیرا او از فرم بدن خود خجالت می‌کشد. تاریخ انتشار آن ۲۶ ژوئیه ۲۰۱۰ و شرکت ضبط‌کننده آن متروپولیس گروپ می‌باشد. این ترانه ۴ دقیقه و ۴۹ ثانیه‌ای را لیدی گاگا به همراه فرناندو گاریبی نوشته‌است.

## ترجمه بخشی از ترانه
- Silicone, saline, poison, inject me, baby
- I'm a free bitch
- I'm a free bitch

- سیلیکون، نمکی قلیایی از منیزیوم، سم، به من تزریق کن عزیز دلم
- من سلیطه و فاحشه‌ای آزادم
- من سلیطه و فاحشه‌ای آزادم